# Claude Hampel
Pour les articles homonymes, voir Hampel.
Claude Hampel, né le 18 octobre 1943 à Piastów et mort le 11 novembre 2016 à Paris 15e, rescapé du ghetto de Varsovie, est un journaliste et un écrivain français.

## Biographie
Casimir, dit Claude, Hampel est le fils de Genia (Genowefa) Tola Wasserman et de Jacob Hampel. Lui et sa mère, qui avait échappé miraculeusement à la déportation, ont été sauvés par le couple  Michalski, dont le nom figure aujourd'hui parmi les 6 000 Justes polonais distingués par l'État d'Israël à Yad Vashem.
Claude Hampel est le créateur des Cahiers Yiddish – Yiddishe Heften (qui, à la suite de la disparition des trois quotidiens parisiens rédigés dans cette langue, est l'un des rares périodiques européens publiés en yiddish), le rédacteur en chef des Cahiers du Cercle Bernard Lazare et membre du CRIF. En octobre 2011, il lance une émission hebdomadaire en langue Yiddish sur  Radio J,.
Dans les années 1960, Claude Hampel, sous le pseudonyme de Jimmy faisait partie, à la batterie, du groupe Long Chris et les Daltons qui avait pour chanteur Long Chris, alias Christian Blondieau.

## Distinctions
Claude Hampel est Chevalier des Arts et des Lettres et Chevalier de la Légion d'honneur.